# اوورا ادواردز
اوورا ادواردز (انگلیسی: Owura Edwards؛ زادهٔ ۱۰ آوریل ۲۰۰۱) بازیکن فوتبال است.